# نایجل گلهورن
نایجل گلهورن (انگلیسی: Nigel Gleghorn؛ زادهٔ ۱۲ اوت ۱۹۶۲) بازیکن فوتبال اهل بریتانیا است.
از باشگاه‌هایی که در آن بازی کرده‌است می‌توان به باشگاه فوتبال استوک سیتی، باشگاه فوتبال نانت‌ویچ، باشگاه فوتبال آلترینچام، باشگاه فوتبال نیوکاسل تاون، باشگاه فوتبال ویتون آلبیون، باشگاه فوتبال ایپسویچ تاون، باشگاه فوتبال منچستر سیتی، باشگاه فوتبال بیرمنگام سیتی، باشگاه فوتبال برنتفورد، باشگاه فوتبال نورث‌همپتون تاون، و باشگاه فوتبال برنلی اشاره کرد.